# Copelatus royi
Copelatus royi är en skalbaggsart som beskrevs av Legros 1958. Copelatus royi ingår i släktet Copelatus och familjen dykare. Inga underarter finns listade i Catalogue of Life.